# Universidade Politécnica de Lappeenranta
A Universidade de Tecnologia de Lappeenranta (abreviatura LTU), em finlandês Lappeenrannan teknillinen yliopisto (abreviatura LTY), que começou sua atividade em 1969, é uma escola superior de nível universitário com sede na cidade finlandesa de Lappeenranta.